# سنجاب زمینی رنگ‌پریده
سنجاب زمینی رنگ‌پریده (نام علمی: Spermophilus pallidicauda) نام یک گونه از سرده دانه‌دوست‌ها است.